# Nowe Krasnodęby
Nowe Krasnodęby [pronunciación en polaco: /ˈnɔvɛ krasnɔˈdɛmbɨ/] (niem. Schöneich) es un pueblo ubicado en el distrito administrativo de Gmina Aleksandrów Łódzki, dentro del Distrito de Zgierz, Voivodato de Łódź, en Polonia central. Se encuentra aproximadamente a 11 kilómetros al noroeste de Aleksandrów Łódzki, a 18 kilómetros al oeste de Zgierz, y a 23 kilómetros al noroeste de la capital regional Łódź.
El pueblo tiene una población de 110 habitantes.